# Криуша (приток Толучеевки)
Криуша — река в России, протекает в Воронежской области, Волгоградской области. Устье реки находится в 21 км по левому берегу реки Толучеевка. Длина реки составляет 77 км.

## История
Криушей, или Кривушей, в старину назывался изгиб реки, крутая её извилина; так могла называться и сама речка, имевшая искривление, делавшая резкий поворот. Данная речка была названа «Криушей», вероятно еще в XVI веке русскими людьми, когда к берегам реки Толучеевой стали регулярно выезжать сторожевые отряды для наблюдения за татарами. Берега Криуши были заселены в XVIII веке. Два села получили названия по имени речки — Старая Криуша и Новая Криуша. Первое из них находится в Петропавловском, второе — в Калачеевском районах Воронежской области.

## Данные водного реестра
По данным государственного водного реестра России относится к Донскому бассейновому округу, водохозяйственный участок реки — Подгорная, речной подбассейн реки — Бассейны притоков Дона до впадения Хопра. Речной бассейн реки — Дон (российская часть бассейна).
Код объекта в государственном водном реестре — 05010101112107000004905.